# ورد مشطي
ورد مُشْطي (الاسم العلمي:Rosa corymbifera) هو نوع من النباتات يتبع جنس الورد من الفصيلة الوردية.